# Heckler & Koch HK33
Het Heckler & Koch HK33-geweer is een aanvalsgeweer gefabriceerd door Heckler & Koch.
Het is afgeleid van het vergelijkbare model G3 van dezelfde fabrikant, dat een 7,62×51mm NAVO-patroon afvuurt, en daarmee een gevechtsgeweer (battle rifle) is. Het aanmerkelijk minder krachtige patroon, 5,56×45mm NAVO, dat de HK33 afvuurt maakt dit een aanvalsgeweer (assault rifle); het is dan ook lichter uitgevoerd.

## Statistieken
|              | HK33                               | HK33K                              | HK53                               |
| ------------ | ---------------------------------- | ---------------------------------- | ---------------------------------- |
| Kaliber      | 5,56×45mm / .223 Remington         | 5,56×45mm / .223 Remington         | 5,56×45mm / .223 Remington         |
| Lengte       | 919 mm 740 mm met ingetrokken kolf | 865 mm 670 mm met ingetrokken kolf | 780 mm 590 mm met ingetrokken kolf |
| Lengte loop  | 390 mm                             | 322 mm                             | 211 mm                             |
| Leeggewicht  | 3,9 kg                             | 3,65 kg                            | 3,0 kg                             |
| Capaciteit   | 25, 30 of 40 patronen              | 25, 30 of 40 patronen              | 25, 30 of 40 patronen              |
| Vuursnelheid | 750 /min                           | 750 /min                           | 750 /min                           |

## Gebruikers
- Brazilië
- Chili
- Duitsland
- Ecuador
- El Salvador
- Ghana
- Griekenland
- Ierland
- Indonesië
- Luxemburg
- Maleisië

- Mexico
- Nederland
- Portugal
- Saoedi-Arabië
- Senegal
- Spanje
- Thailand
- Turkije
- Verenigde Staten
- Bondsrepubliek Duitsland